# Bestival Live 2011
| Recensione           | Giudizio |
| -------------------- | -------- |
| AllMusic             | [ 1 ]    |
| BBC Music            | buono    |
| Consequence          | [ 3 ]    |
| Drowned in Sound     | (7/10)   |
| Entertainment Weekly | A-       |
| Pitchfork            | (5.8/10) |
| PopMatters           | [ 7 ]    |
| Uncut                |          |

Bestival Live 2011 è un doppio album dal vivo del gruppo musicale inglese The Cure, pubblicato nel 2011 dalla Lost Music Ltd.
Disponibile in doppio CD e download, contiene 32 brani, ovvero l'intero concerto del gruppo registrato il 10 settembre 2011 al Bestival sull'Isola di Wight. I profitti delle vendite sono stati donati a un ente benefico britannico denominato Isle of Wight Youth Trust per i bambini bisognosi di quest'isola.
Questo concerto segna il ritorno ufficiale di Roger O'Donnell nel gruppo.

## Tracce
Disco 1
1. Plainsong – 5:09
2. Open – 6:53
3. Fascination Street – 4:58
4. A Night Like This – 4:10
5. The End of the World – 3:40
6. Lovesong – 3:35
7. Just like Heaven – 3:47
8. The Only One – 4:14
9. The Walk – 3:32
10. Push – 4:37
11. Friday I'm in Love – 3:34
12. Inbetween Days – 2:58
13. Play for Today – 4:06
14. A Forest – 6:36
15. Primary – 4:20
16. Shake Dog Shake – 4:42

Disco 2
1. The Hungry Ghost – 4:48
2. One Hundred Years – 6:50
3. End – 6:11
4. Disintegration – 8:31
5. Lullaby – 4:43
6. The Lovecats – 3:50
7. The Caterpillar – 3:56
8. Close to Me – 3:37
9. Hot Hot Hot!!! – 3:34
10. Let's Go to Bed – 3:36
11. Why Can't I Be You? – 3:27
12. Boys Don't Cry – 3:05
13. Jumping Someone Else's Train – 3:12
14. Grinding Halt – 3:11
15. 10:15 Saturday Night – 3:41
16. Killing Another – 3:36

## Formazione
- Robert Smith - voce, chitarra
- Simon Gallup - basso
- Roger O'Donnell - tastiere
- Jason Cooper - batteria

## Classifiche
| Classifica        | Posizione massima |
| ----------------- | ----------------- |
| Belgio (Fiandre)  | 79                |
| Belgio (Vallonia) | 73                |
| Francia           | 115               |
| Germania          | 79                |
| Paesi Bassi       | 98                |
| Svizzera          | 94                |